# Cubia
El Cubia (en asturià, Cubia) és un riu del centre d'Astúries, afluent per l'esquerra del riu Nalón. El seu nom, coincident amb el d'una població del concejo de Grado (Astúries), prové segons Xosé Lluis García Arias de la veu caput upia (vora riu), essent caput una preposició llatina i upia derivat d'una veu preromana amb el mateix origen que el llatí aqua (aigua).
Naix al pic La Berza, a la parròquia de Tolinas en el conceyu de Grado. Els seus afluents principals són el Menéndez i el Vega. El seu curs travessa les poblacions de Tolinas, Las Villas (Las Villas y Noceda), Villamarín, Santianes de Molenes (Bárzana, Momalo, San Miguel y Tejedo), Pereda (Agüera y Villanueva), La Mata (Llantrales), Grado i Castañedo.